# Fie
Fie er et pigenavn. Det er en kortform af Sophia, som betyder "visdom". Varianter af navnet er Phi, Phie, Fije.
I 2021 var der 2.127 kvinder der hed Fie ifølge Danmarks Statistik. Ved en opgørelse udgivet 2003 var "Fie" også blandt de top-tyve mest populære hundenavne.

## Kendte personer med navnet
- Fie Adamas, dansk eventmager
- Fie Udby Erichsen, dansk roer
- Fie Johansen, dansk fotograf
- Fie Laursen, dansk blogger
- Fie Woller, dansk håndboldspiller
- Fie Østerby, dansk cykelrytter

## Navnet brugt i fiktion
- Flere børnebøger har titler med Fie, for eksempel "Fie flytter frem og tilbage", "Fie dog!",[5] "Rita og Fie", "Fie spiller mix".
- I Olsen-banden ser rødt optræder Fie som kæreste til Børge; hun spilles af Lene Brøndum.